# Jean Léonard Marie Poiseuille
Jean Léonard Marie Poiseuille (francés: /ʒɑ̃ leɔnaʁ maʁi pwazɶj/; * París, 22 de abril de 1797 - 26 de diciembre de 1869) fue un médico fisiólogo francés que experimentó un largo periodo de su vida durante la transición de la primera revolución industrial a la segunda revolución industrial. Es considerado como uno de los científicos de Francia más influyentes después de Antoine Lavoisier y Louis Pasteur.
De 1815 a 1816 estudió en el École Polytechnique en París, donde se especializó en física y en matemática. En 1828, se graduó de sus estudios con título de doctor en ciencias (o Scientiae Doctor, en latín). Su disertación doctoral se tituló "Recherches sur la force du coeur aortique"  ("Investigaciones acerca de la fuerza de la arteria aorta del corazón"). Sus contribuciones científicas iniciales más importantes versaron sobre mecánica de fluidos en el flujo de la sangre humana al pasar por tubos capilares.
En 1838 demostró experimentalmente y formuló subsiguientemente en 1840 y 1846 el modelo matemático más conocido atribuido a él. La ley de Poiseuille, que posteriormente llevaría el nombre de otro científico (Gotthilf Heinrich Ludwig Hagen) que paralelamente a él, también enunció la misma ecuación. 
{\displaystyle \Delta P={\frac {8\mu LQ}{\pi r^{4}}}}
donde:
ΔP es la caída de presión
L es la longitud del tubo
μ es la viscosidad dinámica
Q es la tasa volumétrica de flujo
r es el radio
π es pi

La ecuación que ambos encontraron logró establecer el caudal o gasto de un fluido de flujo laminar incompresible y de viscosidad uniforme (llamado también fluido newtoniano) a través de un tubo cilíndrico, con base en el análisis de una sección axial del tubo. La ecuación de Poiseuille se puede aplicar en el flujo sanguíneo (vasos capilares y venas), y también es posible aplicar la ecuación en el flujo de aire que pasa por los alveolos pulmonares o el flujo de un medicamento inyectado a un paciente a través de una aguja hipodérmica.
Poiseuille pasó sus últimos días en París, ciudad donde murió, en 1869.
La unidad de viscosidad dinámica del Sistema Cegesimal de Unidades, el poise, recibió su nombre en honor a él.